# Sankt Michael im Burgenland
Sankt Michael im Burgenland (Hongaars: Pusztaszentmihály) is een gemeente in de Oostenrijkse deelstaat Burgenland, gelegen in het district Güssing (GS). De gemeente heeft ongeveer 1100 inwoners.

## Geografie
Sankt Michael im Burgenland heeft een oppervlakte van 18,4 km². Het ligt in het uiterste zuidoosten van het land en grenst aan Hongarije.
Kadastrale gemeenten zijn Gamischdorf, Stankt Michael im Burgenland en Schallendorf im Burgenland.
Bildein · Bocksdorf · Burgauberg-Neudauberg · Eberau · Gerersdorf-Sulz · Großmürbisch · Güssing · Güttenbach · Hackerberg · Heiligenbrunn · Heugraben · Inzenhof · Kleinmürbisch · Kukmirn · Moschendorf · Neuberg im Burgenland · Neustift bei Güssing · Olbendorf · Ollersdorf im Burgenland · Rauchwart · Rohr im Burgenland · Sankt Michael im Burgenland · Stegersbach · Stinatz · Strem · Tobaj · Tschanigraben · Wörterberg
- Gemeinsame Normdatei: 4434893-9
- Library of Congress Control Number: n2004039689
- Nationale Bibliotheek van Israël: 987007467878905171
- Virtual International Authority File: 154974773